# Marzenego
Il Marzenego (l'antico Marcenum o Flumen de Mestre) è un fiume del Veneto che scorre tra le province di Treviso, di Padova e di Venezia.

## Geografia fisica

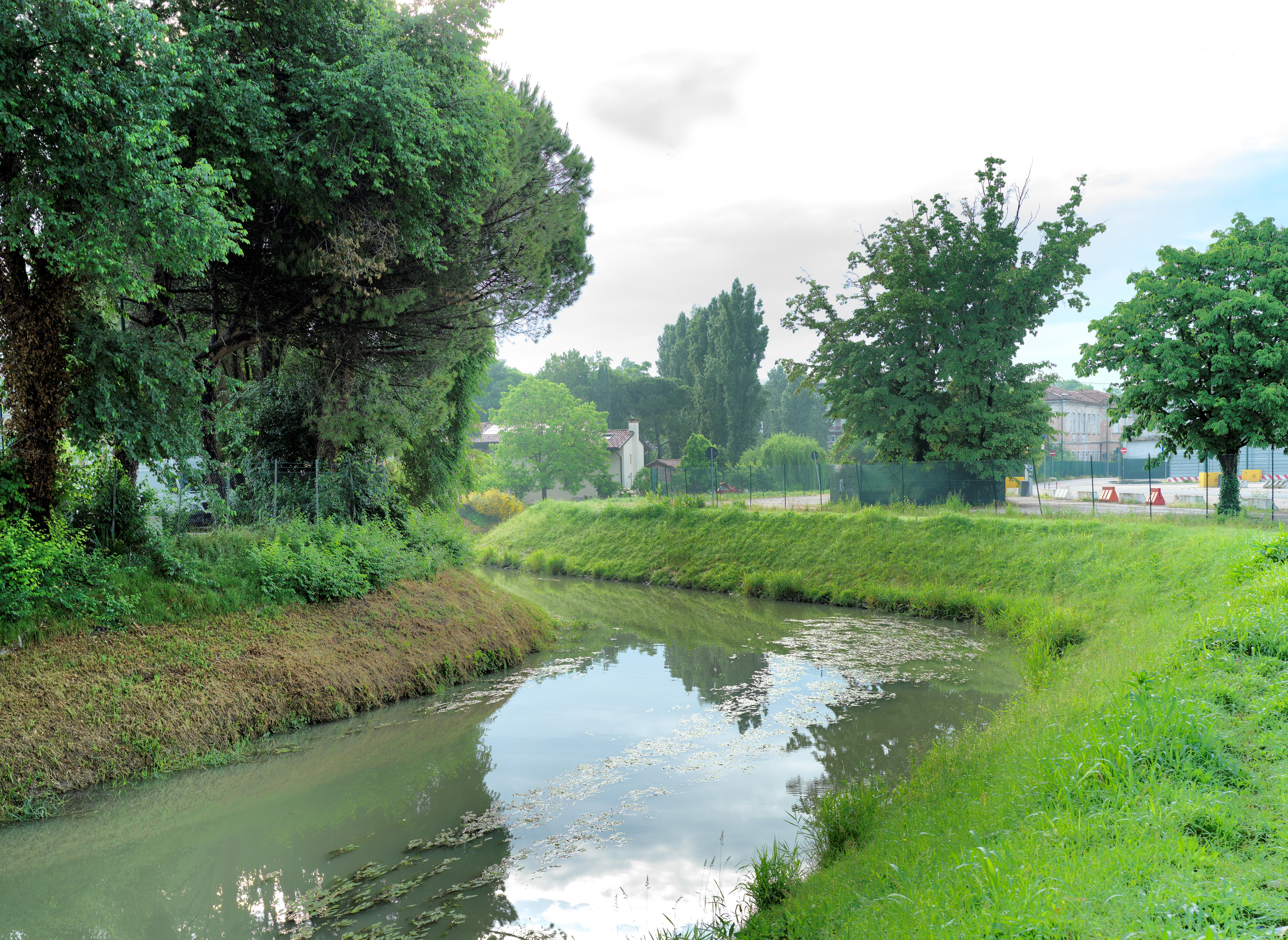
Ramo Beccherie dal ponte di via Circonvallazione a Mestre.

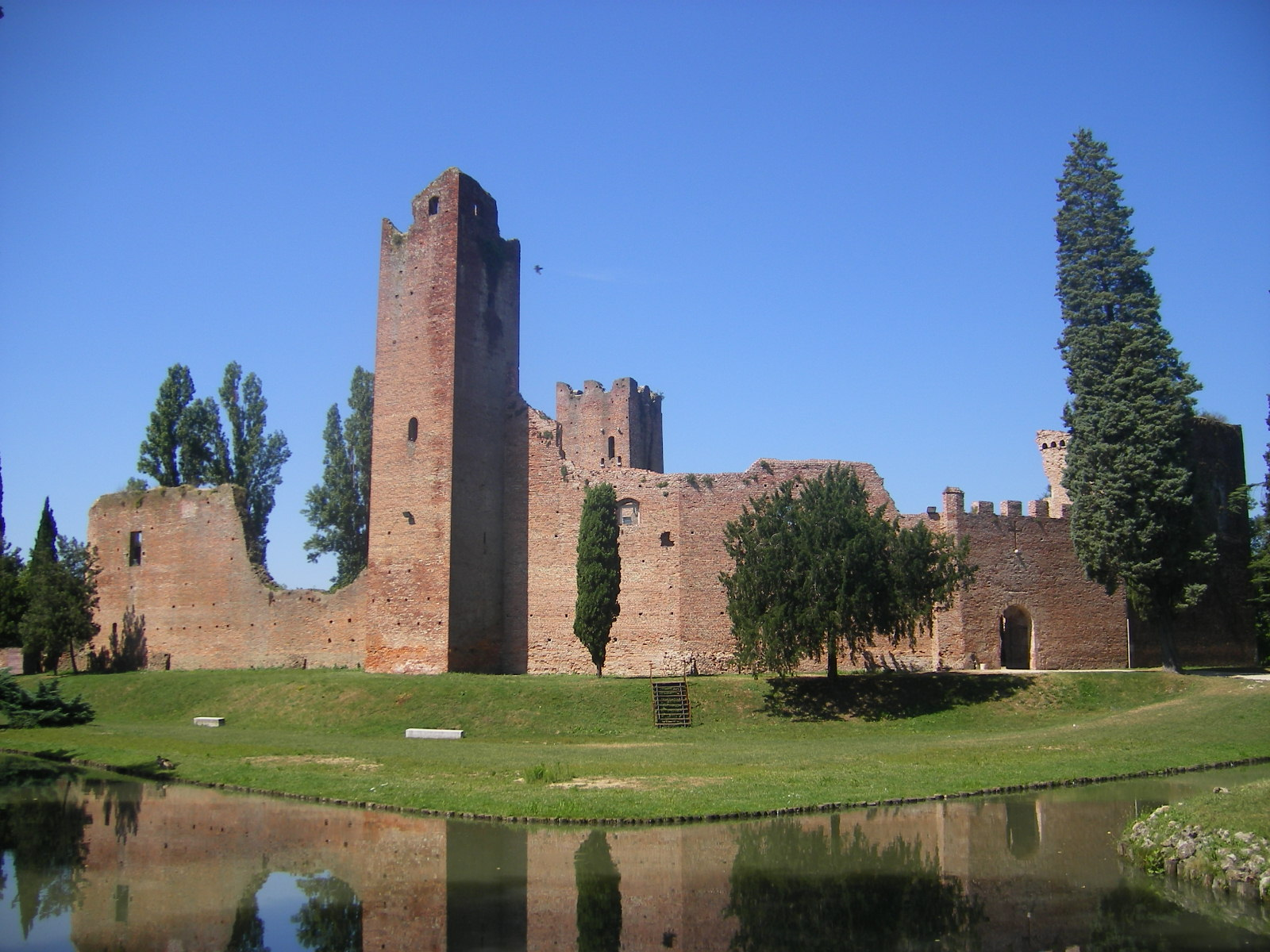
Il Marzenego cinge la Rocca dei Tempesta a Noale.

È il prosieguo della roggia Musonello che, dopo il ponte di via Roma a Resana, assume il nome di Marzenego e aumenta la propria portata grazie alle acque di risorgiva che nascono nei dintorni. Il Musonello, a sua volta, è un canale di origine artificiale, scavato verso il Quattrocento per favorire l'attività molitoria. Il suo attuale corso è stato però definito all'inizio del XX secolo: nasce in località Casonetto di Asolo, prelevando una parte delle acque del Muson, e scende verso Castelfranco Veneto contribuendo ad alimentare i fossati che circondano le mura. Verso la fine del secolo scorso, la chiusura dei mulini ha portato a disattivare la roggia che è rimasta asciutta fino al 2007, quando è stata ripristinata a fini ambientali e paesaggistici.
Secondo alcuni il Musonello è solo un affluente del Marzenego, il quale è piuttosto il prosieguo del Coriolo Fratta, che si origina da risorgive situate poco più a monte.
Lungo il suo percorso bagna i comuni di Loreggia, Piombino Dese, Trebaseleghe, Massanzago, Noale, Salzano e Martellago. 

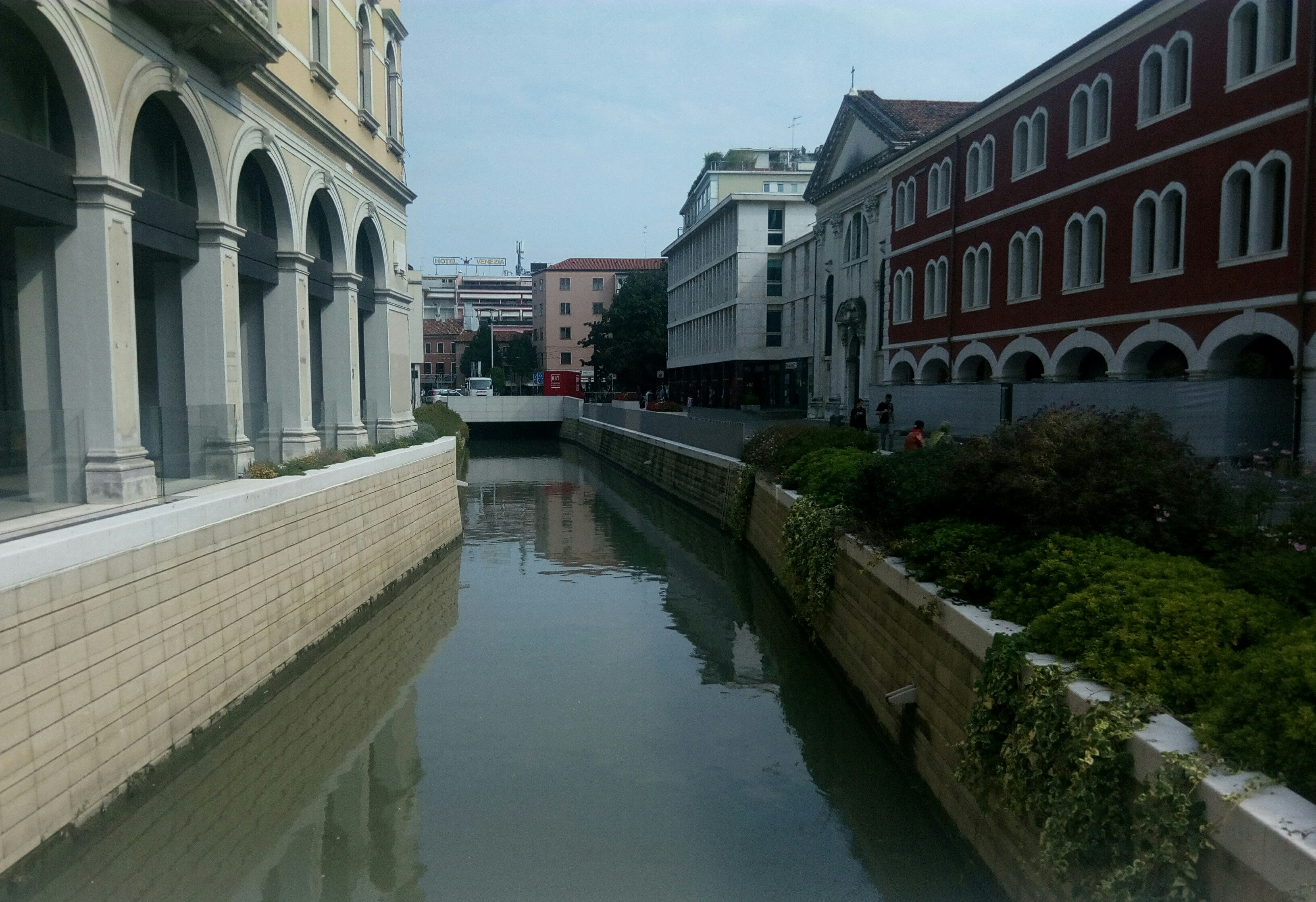
Il ramo Campana (o delle Muneghe) del fiume Marzenego a Mestre (via Alessandro Poerio), con a destra il polo culturale del Museo M9 (ex convento di Santa Maria delle Grazie, già caserma Edmondo Matter)

Il fiume entra quindi nel territorio di Venezia, attraversando Trivignano, dove vi confluisce il Rio Storto, e Mestre, dove riceve le acque del Rio Cimetto, biforcandosi a circondare la città antica, con due bracci detti ramo Beccherie (o di San Lorenzo, a nord) e il ramo Campana (o delle Muneghe, a sud, in gran parte tombinato). Entrambi si riuniscono poco dopo confluendo nel canale artificiale Osellino che ne convoglia le acque nella laguna all'altezza di Tessera.

## Storia
In antico, l'ultimo tratto era noto anche come flumen de Mestre o semplicemente Mestre e sfociava tra numerose anse in località Cavergnago (l'attuale Cavernaghi), alcuni chilometri più ad ovest dell'attuale foce. Qui si trovava pure un fiorente porto che garantiva il traffico di merci da e per Venezia. Nel 1502 la Serenissima, da sempre attenta al governo delle acque confluenti nella laguna, realizzò un canale artificiale (la Fossanuova, oggi Osellino) al fine di allontanarne le acque da Venezia, di aumentarne l'irreggimentazione e di migliorare la salubrità della zona. Nella stessa epoca istituì il Consorzio Idraulico Dese per la manutenzione della gronda dei fiumi Marzenego, Dese e Zero. A seguito di ciò, in sostituzione del porto di Cavergnago, fu scavato l'attuale Canal Salso per collegare Venezia a Mestre.
Si ipotizza che, ancora più anticamente, il Marzenego occupasse il letto dell'attuale canale di Cannaregio sfociando nell'ultimo tratto nel fiume Brenta (corrispondente al Canal Grande).
Ad oggi le acque del Marzenego ricadono nell'area di competenza dei consorzi di bonifica "Piave" e "Acque Risorgive". È dotato di un canale scolmatore che capta le acque a monte di Mestre in località Cipressina e le scarica presso Tessera nel canale Osellino; in questo modo la città è al riparo da eventuali piene.